# Wanderheim Hohe List
Das Wanderheim Hohe List, alternativ und vor allem früher Forsthaus Hohelist genannt ist eine bewirtschaftete Schutzhütte im Pfälzerwald. Sie steht unter Denkmalschutz.

## Lage
Die Hütte liegt im südwestlichen Pfälzerwald im Osten der Gemarkung der Ortsgemeinde Eppenbrunn am Westfuß der namensgebenden  Hohen List (475,8 m). Unmittelbar nördlich befindet sich bereits die Gemarkungsgrenze zu Lemberg. Weiter nordöstlich entspringt außerdem der Große Kröppenbach. Im Einzugsgebiet des Bauwerks verläuft außerdem die Wasserscheide zwischen Mosel und Oberrhein.

## Architektur
Beim Gebäude handelt es sich um einen eineinhalbgeschossigen Walmdachbau im Stil des Klassizismus, der angeblich von 1832 bis 1833 gebaut wurde; zur Gesamtanlage gehört zusätzlich das bauzeitliche Nebengebäude.

## Geschichte
Nachdem das ursprünglich als Forsthaus fungierende Gebäude im Laufe des 20. Jahrhunderts im Zuge einer Forstreform seinen bisherigen Zweck eingebüßt hatte, übernahm es die Ortsgruppe Ludwigswinkel des Pfälzerwald-Vereins und funktionierte es 1972 zur Wanderhütte um. Da sich diese Ortsgruppe im Lauf der Jahrzehnte aufgrund Überalterung außerstande sah, diese weiterhin zu betreiben, entstand 2016 die im Hochstellerhof ansässige Gruppe „Hohe List“ – weiterhin unter Regie des Pfälzerwald-Vereins –, die die Hütte seither betreibt.

## Anbindung
Die östliche Fortsetzung des Höcherbergweges, die die Markierung „rot-weißer Balken“ trägt, sowie ein weiterer Wanderweg, der mit einem grünen Kreuz markiert ist und der von Freinsheim bis zum Erlenkopf verläuft, passieren das Wanderheim.